# Trevor Richards
Trevor Richards (Bexhill-on-Sea, 29 augustus 1945) is een Britse jazzdrummer en orkestleider van de klassieke jazz.

## Biografie
Richards studeerde European Studies met de bijvakken muziektheorie (1964/65) en taalwetenschappen (afronding in 1972). Zijn muzikale en muziekhistorische interesse leidde Richards naar de Verenigde Staten. Van 1966 tot 1968 woonde hij in New Orleans, waar hij de kunst leerde van het klassieke drumspel van o.a. Zutty Singleton, Cozy Cole (beiden voormalige drummers van Louis Armstrong) en Ray Bauduc. 
Trevor Richards draagt zorg voor de traditie van de klassieke triobezetting (een blazer, piano, drums). In deze bezetting kwam het tot talrijke studio-opnamen, optredens en tournees met muzikanten als George Lewis, Punch Miller, Herb Hall, Chris Barber, Reimer von Essen en Dr. John. Tijdens de jaren 1980 was hij lid van Art Hodes' International Trio en de Original Camellia Jazz Band of New Orleans. In 1989 werkte hij mee bij album Someday, Sweetheart van Jacques Gauthé.
Het Trevor Richards New Orleans Trio vierde in 2009 het 45-jarige bestaansfeest. Van 1982 tot 2005 was Richards bovendien met Clive Wilson co-leader van de Original Camellia Jazz Band uit New Orleans, waarmee hij van 1985 tot 1989 op tournees in geheel Zuidoost-Azië was. 
Het stilistische variatiespectrum van Richards omvat alle stijlen tot aan de swing. Hij is waarschijnlijk de enige, die tegenwoordig nog al die stijlelementen onvervalst kan presenteren, die de New Orleans-drummers hebben ontwikkeld. 
Richards woonde afwisselend in Europa en New Orleans, totdat de orkaan Katrina zijn huis zo vergaand vernielde, dat het moest worden opgegeven. Vervolgens gingen grote delen van zijn collectie jazzplaten naar het internationale jazzarchief in Eisenach, waar Richards ook soms als vakadviseur van tentoonstellingen actief is.

## Onderscheidingen
- 1986: Drager van de hoogste onderscheiding van de Amerikaanse National Endowment for the Arts.
- 1993: Onderscheiding door de burgemeester van New Orleans voor uitstekende diensten voor de muziek van de stad.
- 1998: Drummer van het jaar van de Europese vakmediapers.
- 2000: Ontvanger van de Grand Prix de Jazz van de Hot Club de France.

## Discografie
- 1968: Olympia Brass Band of New Orleans, MPS Records
- 1969: Albert Nicholas met het John Defferary Jazztet, Jazzology
- 1973: Opnamen van het Trevor Richards New Orleans Trio, ook met Alton Purnell, Louis Nelson, Benny Waters, Wallace Davenport, Freddie Kohlman, Butch Thompson en Peter Müller
- 1981: Opnamen van het International Trio (met co-leader Reimer von Essen): presentatie door pianisten als Art Hodes, Red Richards en Ralph Sutton, ook met gasten René en Olivier Franc
- 1986: Trevor Richards' Camellia Jazz Band of New Orleans in Azië met Leroy Jones en Charlie Gabriel (Polydor Records)
- 1988/99: A Little Corner of Paradise met Orange Kellin, Evan Christopher en Koen De Cauter (GHB)
- 1997–2000: Legends of the Swing Era, Vol. 1-3, met Anita O'Day, Laurel Watson, Doc Cheatham, Benny Waters, Jay McShann, Claude Williams, Franz Jackson, Lawrence Lucie, Truck Parham, Jack Lesberg, Tom Baker en Dan Barrett (muziek en interviews).
- 2002: The Trevor Richards Classic Jazz Trio: Reeds Write! Vol. 1 met Matthias Seuffert, Frank Roberscheuten en Simon Holliday (compositie-historische terugblik) (NOJP)
- 2010: The Trevor Richards New Orleans Trio & Denise Gordon: Body & Soul met John Crocker en Simon Holliday (Chaos)

## Video
- “To Miss New Orleans” (deutsche Version: “Rottweil liegt nicht am Mississippi”) (Edition Q, 2005)